# Milton Caraglio
Milton Joel Caraglio (Rosario, 1º dicembre 1988) è un calciatore argentino, attaccante del Central Córdoba (R).

## Biografia
Ha origini italiane provenienti dall'Abruzzo, esattamente dalla provincia di Chieti.

## Carriera
Cresciuto nelle giovanili del Rosario Central, debutta in prima squadra il 17 marzo 2007 nella partita interna contro i futuri campioni del San Lorenzo, persa 1-0.
Realizza il primo gol il 15 novembre 2008 nella vittoria esterna contro l'Huracán, nell'Apertura 2008, e firma altre due realizzazioni nel corso del torneo.
Nel Clausura 2009 parte da titolare e mette a segno quattro reti nelle prime 7 partite.
Il 2 agosto 2011, quando era ad un passo dal Nardò, firma un contratto con il New England Revolution.
L'anno successivo approda al Rangers de Talca, nella massima serie cilena, dove mette a segno 17 gol in 37 presenze.
Il 22 gennaio 2013 passa alla società italiana del Pescara in prestito.